# Ильдефонс Толедский
Ильдефонс Толедский (Ильдефонсо; лат. Hildefonsus Toletanus, исп. San Ildefonso, гот. Hildefuns; около 607, Толедо или Вестготское королевство — 23 января 667, Толедо) — святой, архиепископ Толедо (657—667), аббат толедского бенедиктинского монастыря в Агали неподалёку от Толедо.
Многие населённые пункты в испано- и португалоязычных странах носят имя Сан-Ильдефонсо в честь данного святого.

## Предание
В христианской традиции святому приписывается ряд чудес. По преданию, он получил ризу из рук Святой Девы. Его видение Девы Марии — популярный сюжет испанской живописи. Предание гласит, что он видел Деву Марию с сопутствующими ей ангелами, сидящей на его епископском троне в кафедральном соборе. Когда он приблизился, она надела на него ризу, взятую с неба.

## Труды
Приписываемые Ильдефонсу Толедскому сочинения изданы в 1576 году. Способствуя развитию культа Богоматери в Испании, он написал «Liber de illibata virginitate s. Mariae contra infideles», где доказывал приснодевство Богоматери. Кроме того, Ильдефонс оставил ещё два труда: «О знаменитых мужах» («De viris illustribus») — продолжение одноимённого сочинения Исидора Севильского, где он дал биографии Григория I Великого, семи толедских и пяти других епископов и основателя монастыря Доната, и «De cognitione baptismi et de itinere deserti, quo pergitur post baptismum», имеющее важное значение для истории оглашения и крещения. Все сочинения Ильдефонса изданы Ж. П. Минем в 96-м томе «Patrologia Latina» .